# Podvrš
Podvrš (cyr. Подврш) – wieś w Czarnogórze, w gminie Nikšić. W 2011 roku liczyła 38 mieszkańców.